# Veljunska Glina
Veljunska Glina je naselje u Republici Hrvatskoj, u sastavu grada Slunja, Karlovačka županija. 

## Stanovništvo
Prema popisu stanovništva iz 2001. godine, naselje je imalo 20 stanovnika te 10 obiteljskih kućanstava.

Prema popisu stanovništva 2011. godine naselje je imalo 17 stanovnika.
| broj stanovnika | 233   | 239   | 196   | 209   | 226   | 240   | 236   | 267   | 207   | 208   | 179   | 165   | 145   | 89    | 20    | 17    | 5     |
|                 | 1857. | 1869. | 1880. | 1890. | 1900. | 1910. | 1921. | 1931. | 1948. | 1953. | 1961. | 1971. | 1981. | 1991. | 2001. | 2011. | 2021. |